# Novi Sad XI
Die Fußballmannschaft Novi Sad XI war eine Auswahl Fußballspieler aus Novi Sad, die an nur einem Turnier des Messestädte-Pokal 1961/62 teilnahm.
Teilnehmen sollte jeweils die beste Fußballmannschaft einer Messestadt. Da aber die Regeln nur ein einziges Team aus jeder Stadt zuließen, wurde aus den Vereinen FK Vojvodina Novi Sad und RFK Novi Sad ein Team für dieses Turnier gebildet.

## Bilanz im Messepokal
| Saison  | Wettbewerb | Runde         | Gegner               | Gesamt | Hinspiel | Rückspiel |
| ------- | ---------- | ------------- | -------------------- | ------ | -------- | --------- |
| 1961/62 | Messepokal | 1. Runde      | AC Mailand           | 2:0    | 0:0 (A)  | 2:0 (H)   |
| 1961/62 | Messepokal | 2. Runde      | Iraklis Thessaloniki | 10:30  | 1:2 (A)  | 9:1 (H)   |
| 1961/62 | Messepokal | Viertelfinale | MTK Budapest         | 2:6    | 1:4 (H)  | 1:2 (A)   |

Gesamtbilanz: 6 Spiele, 2 Siege, 1 Unentschieden, 3 Niederlagen, 14:9 Tore (Tordifferenz +5)